# Малагасийский ариари
Ариа́ри (малаг. и фр. ariary) — денежная единица государства Мадагаскар.
Один ариари равен 5 ираймбиланья (iraimbilanja). Международное обозначение MGA. Недесятичная валюта, помимо Мадагаскара, используется только в Мавритании.
На Мадагаскаре официально введён в обращение с 1 января 2005 года.

## История
Ариари был введён в обращение в 1961 году и был равен 5 франкам. Монеты и банкноты имели номиналы во франках и ариари. Более мелкая денежная единица, чем ариари — ираймбиланья — составляла 1⁄5 часть ариари и, соответственно, равнялась одному франку. Ариари сменил франк в качестве официальной денежной единицы Мадагаскара 1 января 2005 года.
С 1961 года монеты и банкноты имели номиналы в официальных франках, в полуофициальных ариари и ираймбиланья. На первых их выпусках наиболее заметно было обозначение номинала во франках. Однако после 1978 года номинал монет более высокого номинала указывался только в ариари. В 1993 году появились новые банкноты номиналом 500 ариари — 2500 франков и 5000 ариари — 25000 франков, на которых ариари был обозначен слегка более заметно. На банкнотах, выпускавшихся после 31 июля 2003 года, номинал в ариари обозначен заметно, а номинал во франках напечатан мелким шрифтом. Монеты низких номиналов также теперь выпускаются с номиналом, указанным в ариари, но основной их дизайн остался без изменений.

## Банкноты

### Банкноты образца 1994—1998 годов
В обороте длительное время оставались банкноты номиналом 500, 1000, 2500, 5000, 10 000 и 25 000 франков серии 1994—1998 годов выпуска (изымались из обращения по мере износа и заменялись серией 2003 года).
| Серия 1994—1998 годов | Серия 1994—1998 годов | Серия 1994—1998 годов | Серия 1994—1998 годов | Серия 1994—1998 годов  | Серия 1994—1998 годов              | Серия 1994—1998 годов | Серия 1994—1998 годов |
| Изображение           | Изображение           | Номинал (франков)     | Размеры (мм)          | Основные цвета         | Описание                           | Описание | Год печати            |
| Лицевая сторона       | Оборотная сторона     | Номинал (франков)     | Размеры (мм)          | Основные цвета         | Лицевая сторона                    | Оборотная сторона | Год печати            |
| --------------------- | --------------------- | --------------------- | --------------------- | ---------------------- | ---------------------------------- | --- | --------------------- |
|                       |                       | 500                   | 128×76                | зелёный, коричневый    | портрет девушки                    | пастухи со стадом зебу на пастбище | 1994                  |
|                       |                       | 1000                  | 137×76                | синий, коричневый      | портрет молодого человека          | рыбаки за работой и женщина с дарами моря | 1994                  |
|                       |                       | 2500                  | 146×76                | оранжевый, красный     | портрет женщины                    | женщины за домашней работой | 1998                  |
|                       |                       | 5000                  | 155×76                | фиолетовый, коричневый | портрет юноши                      | лемуры Lemur catta, Varecia rubra, Propithecus verreauxi, бабочка Argema mittrei, красный фуди, шлемоносная ванга, Ispidina madagascariensis | 1995                  |
|                       |                       | 10 000                | 165×76                | коричневый, жёлтый     | портрет старика                    | мужчины за работой | 1995                  |
|                       |                       | 25 000                | 174×76                | красный, розовый       | портрет молодой женщины с ребёнком | женщины, собирающие плоды | 1998                  |

### Банкноты образца 2003—2004 годов
| Серия 2003—2004 годов | Серия 2003—2004 годов | Серия 2003—2004 годов | Серия 2003—2004 годов | Серия 2003—2004 годов | Серия 2003—2004 годов | Серия 2003—2004 годов                                                            | Серия 2003—2004 годов | Серия 2003—2004 годов |
| Изображение           | Изображение           | Номинал (ариари)      | Размеры (мм)          | Основные цвета        | Описание              | Описание                                                                         | Описание              | Годы выпуска          |
| Лицевая сторона       | Оборотная сторона     | Номинал (ариари)      | Размеры (мм)          | Основные цвета        | Лицевая сторона       | Оборотная сторона                                                                | Водяной знак          | Годы выпуска          |
| --------------------- | --------------------- | --------------------- | --------------------- | --------------------- | --------------------- | -------------------------------------------------------------------------------- | --------------------- | --------------------- |
|                       |                       | 100                   | 120×60                | синий, голубой        | заповедник            | пейзаж с вулканом                                                                | Голова зебу и номинал | 2004                  |
|                       |                       | 200                   | 126×63                | зелёный, серый        | деревенские хижины    | скульптуры Алоало                                                                | Голова зебу и номинал | 2004                  |
|                       |                       | 500                   | 132×66                | розовый, коричневый   | корзинщик             | зебу                                                                             | Голова зебу и номинал | 2004                  |
|                       |                       | 1000                  | 138×69                | фиолетовый, розовый   | лемур                 | животные-эндемики Мадагаскара (включая бабочку Argema mittrei), кактусы и сизаль | Голова быка           | 2004                  |
|                       |                       | 2000                  | 144×72                | зелёный, жёлтый       | баобаб                | рисовые террасы                                                                  | Голова зебу и номинал | 2003                  |
|                       |                       | 5000                  | 150×75                | синий, жёлтый         | парусные лодки        | бухта г. Форт-Дофин                                                              | Голова быка           | 2003                  |
|                       |                       | 10 000                | 156×78                | синий, зелёный        | серебряный дворец     | прокладка дорог                                                                  | Голова быка и номинал | 2003                  |

### Банкноты образца 2017 года
23 мая 2017 года был принят декрет Правительства Мадагаскара о выпуске банкнот нового образца. В июле 2017 года выпущены банкноты в 2000, 5000, 10 000 и 20 000 ариари, в сентябре 2017 года — в 100, 200, 500 и 1000 ариари
| Серия 2017 года | Серия 2017 года   | Серия 2017 года  | Серия 2017 года | Серия 2017 года              | Серия 2017 года                                 | Серия 2017 года                                                          | Серия 2017 года       | Серия 2017 года |
| Изображение     | Изображение       | Номинал (ариари) | Размеры (мм)    | Основные цвета               | Описание                                        | Описание                                                                 | Описание              | Годы выпуска    |
| Лицевая сторона | Оборотная сторона | Номинал (ариари) | Размеры (мм)    | Основные цвета               | Лицевая сторона                                 | Оборотная сторона                                                        | Водяной знак          | Годы выпуска    |
| --------------- | ----------------- | ---------------- | --------------- | ---------------------------- | ----------------------------------------------- | ------------------------------------------------------------------------ | --------------------- | --------------- |
|                 |                   | 100              | 114×60          | бирюзовый, оранжевый, жёлтый | Собор Амбозонтани и вид на Фианаранцуа, бабочка | Чёрная мантелла, водопад                                                 | Голова зебу и номинал | 2017            |
|                 |                   | 200              | 120×63          | серый, жёлтый                | Бонтака на фоне океана                          | Янтарный водопад в национальном парке Монтань д’Амбр, катарантус розовый | Голова зебу и номинал | 2017            |
|                 |                   | 500              | 124×66          | коричневый, жёлтый           | Амбухиманга                                     | красные цинги                                                            | Голова зебу и номинал | 2017            |
|                 |                   | 1000             | 124×66          | фиолетовый, жёлтый           | Подвесной мост через Махаджамбу                 | Национальный парк Исалу                                                  | Голова зебу и номинал | 2017            |
|                 |                   | 2000             | 135×75          | зелёный, жёлтый              | Кошачий лемур                                   | Непентес                                                                 | Голова зебу и номинал | 2017            |
|                 |                   | 5000             | 140×75          | синий, жёлтый                | Водопад в национальном парке Раномафана         | Горбатый кит                                                             | Голова зебу и номинал | 2017            |
|                 |                   | 10 000           | 140×75          | жёлтый, зелёный              | Валиха                                          | Грузовое судно, идущее в порт                                            | Голова зебу и номинал | 2017            |
|                 |                   | 20 000           | 150×81          | синий, зелёный               | Ваниль, личи и рис                              | Никелевый завод "Ambatovy"                                               | Голова зебу и номинал | 2017            |